# GM Medium Diesel Engine
Medium Diesel Engine (MDE) — четырёхцилиндровый дизельный двигатель внутреннего сгорания, разработанный и выпускающийся немецкой компанией Opel. На большинстве рынков двигатель выпускается под маркой «1.6 CDTI» Ecotec. На некоторых рынках концерн Opel также добавил маркетинговый термин «Whisper Diesel», заявляя об относительно низком уровне шума, вибрации и жёсткости. Производство началось в конце 2013 года в Сентготхарде, Венгрия. 
MDE — первый полностью алюминиевый двигатель Opel. Самая мощная версия двигателя, развивающая мощность 100 кВт (134 л. с.) при 3500—4000 об/мин и крутящий момент 320 Н·м при 2000 об/мин, была представлена в 2013 году на Opel Zafira Tourer, а в 2014 году — на Opel Astra J и Opel Meriva B. В 2014 году были выпущены версии мощностью 70 и 81 кВт (94 и 108 л. с.).  
Объём двигателя составляет 1,6 л (1598 см3), а диаметр цилиндра и ход поршня — 79,7 мм × 80,1 мм, при этом давление в цилиндрах достигает 180 бар, а степень сжатия составляет 16,0:1. В двигателе применяются алюминиевые блок цилиндра и его головка. Приводимый цепной передачей двойной верхний распредвал приводит в действие четыре клапана на цилиндр с гидравлическими роликовыми толкателями с низким коэффициентом трения. Поршни изготовлены из алюминия для уменьшения массы, совершающей возвратно-поступательное движение, имеют вогнутый профиль с неглубокой чашей для обеспечения эффективного сгорания и охлаждаются за счет распыления масла под юбкой. В коленчатом валу применяется 4 противовеса для минимизации массы. Как коленвал, так и шатуны изготовлены из кованой стали.  
Низкий расход топлива и нормы выбросов Евро-6 достигаются за счёт системы селективного каталитического восстановления (SCR) «Opel BlueInjection», которая впрыскивает в поток выхлопных газов AdBlue, раствор мочевины и воды. Раствор разлагается на аммиак, который затем сохраняется на подложке катализатора. Когда оксид азота (NOx) из выхлопных газов попадает на катализатор, затем он избирательно восстанавливается до азота и воды.  

## Применения

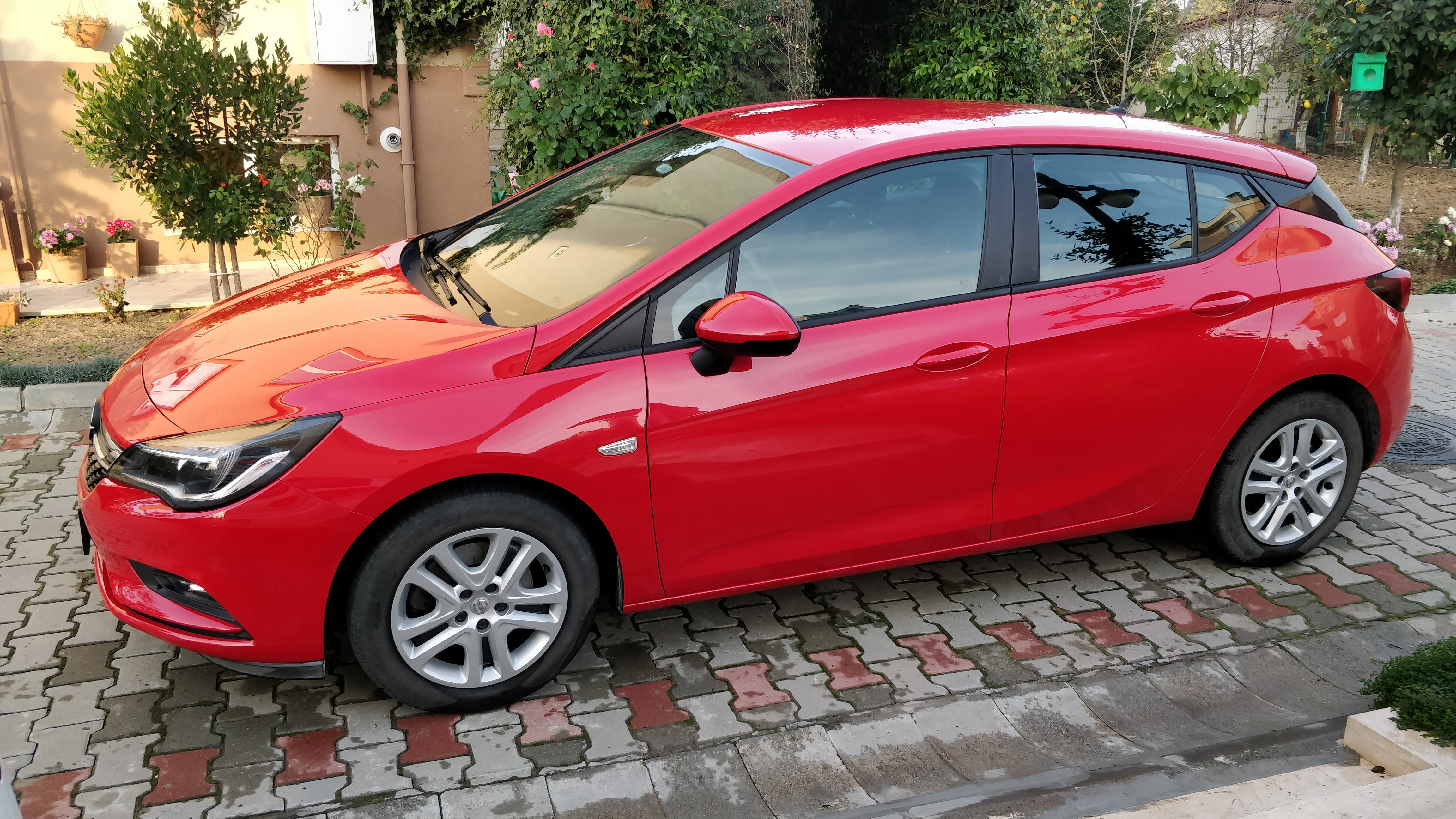
Opel Astra K с двигателем B16DTH

| Вариант | Конфигурация                        | Объём (см3) | Диаметр цилиндра и ход поршня (мм) | Тип                                                                           | Мощность (л. с. при об/мин) | Крутящий момент (Н⋅м при об/мин) |                                                              | Годы производства |
| ------- | ----------------------------------- | ----------- | ---------------------------------- | ----------------------------------------------------------------------------- | --------------------------- | -------------------------------- | ------------------------------------------------------------ | ----------------- |
| F15DVC  | Рядный трёхцилиндровый двигатель    | 1496        | 84 x 90                            | Турбодизельный, с прямым впрыском топлива и аккумуляторной топливной системой | 105/3250                    | 260/ 1500—2500                   | Opel Astra K 1.5 CDTI (105 л. с.)                            | с 08.2019         |
| F15DVH  | Рядный трёхцилиндровый двигатель    | 1496        | 84 x 90                            | Турбодизельный, с прямым впрыском топлива и аккумуляторной топливной системой | 122/3500                    | 300/ 1750—2500                   | Opel Astra K 1.5 CDTI (122 л. с.)                            | с 08.2019         |
| F15DVH  | Рядный трёхцилиндровый двигатель    | 1496        | 84 x 90                            | Турбодизельный, с прямым впрыском топлива и аккумуляторной топливной системой | 122/3500                    | 300/ 1750—2500                   | Opel Insignia B 1.5 CDTI (122 л. с.)                         | с 03.2020         |
| B16DTC  | Рядный четырёхцилиндровый двигатель | 1598        | 79,7 x 80,1                        | Турбодизельный, с прямым впрыском топлива и аккумуляторной топливной системой | 95/3500                     | 280/ 1500—1750                   | Opel Meriva B 1.6 CDTI (95 л. с.)                            | 2014—2017         |
| B16DTE  | Рядный четырёхцилиндровый двигатель | 1598        | 79,7 x 80,1                        | Турбодизельный, с прямым впрыском топлива и аккумуляторной топливной системой | 95/3500                     | 280/ 1500—1750                   | Opel Astra K 1.6 CDTI (95 л. с.)                             | 07.2015—06.2018   |
| B16DTL  | Рядный четырёхцилиндровый двигатель | 1598        | 79,7 x 80,1                        | Турбодизельный, с прямым впрыском топлива и аккумуляторной топливной системой | 110/4000                    | 300/ 2000—2250                   | Opel Insignia B 1.6 CDTI (110 л. с.)                         | 02.2017—10.2019   |
| B16DTL  | Рядный четырёхцилиндровый двигатель | 1598        | 79,7 x 80,1                        | Турбодизельный, с прямым впрыском топлива и аккумуляторной топливной системой | 110/4000                    | 300/ 2000—2250                   | Opel Mokka 1.6 CDTI (110 л. с.)                              | 06.2015—08.2016   |
| B16DTL  | Рядный четырёхцилиндровый двигатель | 1598        | 79,7 x 80,1                        | Турбодизельный, с прямым впрыском топлива и аккумуляторной топливной системой | 110/4000                    | 300/ 2000—2250                   | Opel Mokka X 1.6 CDTI (110 л. с.)                            | 09.2016—06.2019   |
| B16DTL  | Рядный четырёхцилиндровый двигатель | 1598        | 79,7 x 80,1                        | Турбодизельный, с прямым впрыском топлива и аккумуляторной топливной системой | 110/4000                    | 300/ 1750—2000                   | Opel Astra J 1.6 CDTI (110 л. с.)                            | 2014—2018         |
| B16DTN  | Рядный четырёхцилиндровый двигатель | 1598        | 79,7 x 80,1                        | Турбодизельный, с прямым впрыском топлива и аккумуляторной топливной системой | 110/4000                    | 300/ 1750—2000                   | Opel Meriva B 1.6 CDTI (110 л. с.)                           | 2014—2017         |
| B16DTU  | Рядный четырёхцилиндровый двигатель | 1598        | 79,7 x 80,1                        | Турбодизельный, с прямым впрыском топлива и аккумуляторной топливной системой | 110/4000                    | 300/ 1750—2000                   | Opel Astra K 1.6 CDTI 110 л. с.                              | 07.2015—06.2018   |
| D16DTU  | Рядный четырёхцилиндровый двигатель | 1598        | 79,7 x 80,1                        | Турбодизельный, с прямым впрыском топлива и аккумуляторной топливной системой | 110/4000                    | 300/ 1750—2000                   | Opel Astra K 1.6 CDTI 110 л. с.                              | 06.2018—07.2019   |
| B16DTJ  | Рядный четырёхцилиндровый двигатель | 1598        | 79,7 x 80,1                        | Турбодизельный, с прямым впрыском топлива и аккумуляторной топливной системой | 120/4000                    | 320/ 2000—2250                   | Opel Insignia A 1.6 CDTI 120 л. с.                           | 08.2015—02.2017   |
| B16DTJ  | Рядный четырёхцилиндровый двигатель | 1598        | 79,7 x 80,1                        | Турбодизельный, с прямым впрыском топлива и аккумуляторной топливной системой | 120/4000                    | 320/ 2000—2250                   | Opel Zafira Tourer 1.6 CDTI 120 л. с.                        | 06.2014—11.2018   |
| B16DTH  | Рядный четырёхцилиндровый двигатель | 1598        | 79,7 x 80,1                        | Турбодизельный, с прямым впрыском топлива и аккумуляторной топливной системой | 136/4000                    | 320/ 2000—2250                   | Opel Astra J 1.6 CDTI (136 л. с.) 5p                         | 05.2014—08.2015   |
| B16DTH  | Рядный четырёхцилиндровый двигатель | 1598        | 79,7 x 80,1                        | Турбодизельный, с прямым впрыском топлива и аккумуляторной топливной системой | 136/4000                    | 320/ 2000—2250                   | Opel Astra J 1.6 CDTI (136 л. с.) Sedan, Sports Tourer e GTC | 05.2014—11.2018   |
| B16DTH  | Рядный четырёхцилиндровый двигатель | 1598        | 79,7 x 80,1                        | Турбодизельный, с прямым впрыском топлива и аккумуляторной топливной системой | 136/4000                    | 320/ 2000—2250                   | Opel Astra K 1.6 CDTI (136 л. с.)                            | 07.2015—06.2018   |
| B16DTH  | Рядный четырёхцилиндровый двигатель | 1598        | 79,7 x 80,1                        | Турбодизельный, с прямым впрыском топлива и аккумуляторной топливной системой | 136/4000                    | 320/ 2000—2250                   | Opel Insignia A 1.6 CDTI (136 л. с.)                         | 08.2015—02.2017   |
| B16DTH  | Рядный четырёхцилиндровый двигатель | 1598        | 79,7 x 80,1                        | Турбодизельный, с прямым впрыском топлива и аккумуляторной топливной системой | 136/4000                    | 320/ 2000—2250                   | Opel Insignia B 1.6 CDTI (136 л. с.)                         | 02.2017—02.2020   |
| B16DTH  | Рядный четырёхцилиндровый двигатель | 1598        | 79,7 x 80,1                        | Турбодизельный, с прямым впрыском топлива и аккумуляторной топливной системой | 136/4000                    | 320/ 2000—2250                   | Opel Meriva 1.6 CDTI (136 л. с.)                             | 02.2014—05.2017   |
| B16DTH  | Рядный четырёхцилиндровый двигатель | 1598        | 79,7 x 80,1                        | Турбодизельный, с прямым впрыском топлива и аккумуляторной топливной системой | 136/4000                    | 320/ 2000—2250                   | Opel Zafira Tourer 1.6 CDTI (136 л. с.)                      | 06.2013—07.2019   |
| B16DTH  | Рядный четырёхцилиндровый двигатель | 1598        | 79,7 x 80,1                        | Турбодизельный, с прямым впрыском топлива и аккумуляторной топливной системой | 136/4000                    | 320/ 2000—2250                   | Opel Mokka 1.6 CDTI (136 л. с.)                              | 04.2015—08.2016   |
| B16DTH  | Рядный четырёхцилиндровый двигатель | 1598        | 79,7 x 80,1                        | Турбодизельный, с прямым впрыском топлива и аккумуляторной топливной системой | 136/4000                    | 320/ 2000—2250                   | Opel Mokka X 1.6 CDTI (136 л. с.)                            | 09.2016—06.2019   |
| D16DTH  | Рядный четырёхцилиндровый двигатель | 1598        | 79,7 x 80,1                        | Турбодизельный, с прямым впрыском топлива и аккумуляторной топливной системой | 136/4000                    | 320/ 2000—2250                   | Opel Astra K 1.6 CDTI (136 л. с.)                            | 06.2018—07.2019   |
| B16DTR  | Рядный четырёхцилиндровый двигатель | 1598        | 79,7 x 80,1                        | Турбодизельный, с прямым впрыском топлива и аккумуляторной топливной системой | 160/4000                    | 350/ 1500—2250                   | Opel Astra K 1.6 CDTI Biturbo                                | 10.2015—06.2018   |
| D16DTR  | Рядный четырёхцилиндровый двигатель | 1598        | 79,7 x 80,1                        | Турбодизельный, с прямым впрыском топлива и аккумуляторной топливной системой | 150/4000                    | 350/ 1500—2250                   | Opel Astra K 1.6 CDTI Biturbo                                | 06.2018—04.2019   |
| F20DVH  | Рядный четырёхцилиндровый двигатель | 1995        | 84 x 90                            | Турбодизельный, с прямым впрыском топлива и аккумуляторной топливной системой | 174/3500                    | 381/ 1500—2750                   | Opel Insignia B 2.0                                          | с 03.2020         |